# ロッド・デルモニコ
ロッド・デルモニコ（Rod Delmonico, 1958年5月14日 - ）は、アメリカ合衆国ノースカロライナ州ウィルミントン出身の野球指導者。野球オランダ代表監督を務めており、2009年のワールド・ベースボール・クラシック第2回大会でも指揮を執った。
息子のニッキー・デルモニコはメジャーリーガーである。

## 生い立ち
ノースカロライナ州ウィルミントンで生まれる。1976年にニュー・ハノーヴァー高校を卒業後リバティ大学に入学。大学では体育を学び、野球とサッカーをしていた。その後、クレムゾン大学大学院に進学し、教育経営で修士号を取得した。

## 経歴
1980年に地方の大学で1年アシスタントコーチを務めたのち、母校クレムゾン大学大学院野球部で1981年から3年間アシスタントコーチを務める。さらに、1984年からはフロリダ州立大学野球部へ移り、5年間アシスタントコーチを務める。
1990年からテネシー大学野球部で18年間監督を務め、トッド・ヘルトンなどを育成するも、2007年に解雇される。北京五輪後に、野球オランダ代表監督に就任する。
2009年のワールド・ベースボール・クラシックでは、ドミニカ共和国を2度倒すなど波乱を起こした。